# Sheila Cornell-Douty
Sheila Marie Cornell-Douty (* 26. Februar 1962 in Encino) ist eine ehemalige US-amerikanische Softballspielerin.

## Karriere
Cornell-Douty spielte im Collegesport an der University of California, Los Angeles für die UCLA Bruins und gewann dort 1982 und 1984 die nationale Meisterschaft der NCAA.
Bei den Panamerikanischen Spielen gewann sie insgesamt fünf Medaillen: 1983 Silber sowie 1987, 1991, 1995 und 1999 jeweils Gold. Zudem wurde sie dreifache Weltmeisterin in den Jahren 1990, 1994 und 1998.
Auf Vereinsebene war sie zwischen 1988 und 1994 für die Stratford Brakettes aktiv und spielte in der National Pro Fastpitch.
Mit der US-amerikanischen Nationalmannschaft nahm sie an den Olympischen Spielen 1996 in Atlanta und 2000 in Sydney teil und gewann jeweils die Goldmedaille.
2006 wurde sie in die USA National Softball Hall of Fame und 2007 in die International Softball Federation Hall of Fame aufgenommen.